# Pachycymbiola
Pachycymbiola is een geslacht van weekdieren uit de klasse van de Gastropoda (slakken). De wetenschappelijke naam werd in 1907 voorgesteld door Hermann von Ihering voor een kleine groep slakken die hij opvatte als een ondergeslacht van het geslacht Cymbiola. Als typesoort wees hij Cymbiola brasiliana aan.

## Soorten
- Pachycymbiola brasiliana (Lamarck, 1811)
- Pachycymbiola ferussacii (Donovan, 1824)
- Pachycymbiola scoresbyana (Powell, 1951)

### Uitgestorven / fossiel
- † Pachycymbiola galvarinoi S. Nielsen & Frassinetti, 2007
- † Pachycymbiola vidali (Philippi, 1897)